# Platypalpus gravidus
Platypalpus gravidus är en tvåvingeart som beskrevs av Axel Leonard Melander 1902. Platypalpus gravidus ingår i släktet Platypalpus och familjen puckeldansflugor.
Artens utbredningsområde är Kalifornien. Inga underarter finns listade i Catalogue of Life.